# 新美潤 (1983年入省)

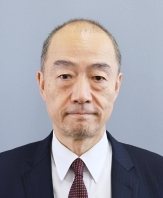
外務省より公表された肖像

新美 潤（しんみ じゅん、1959年10月29日 - ）は、日本の外交官。官房長官秘書官、外務省アジア局参事官、同総合外交政策局審議官、兼サイバー担当大使(初代)、在米日本大使館議会担当公使、駐ジブチ共和国大使，外務省国際文化交流審議官兼スポーツ担当大使、駐スロバキア特命全権大使等を経て、日本政府代表・特命全権大使（アフリカ開発会議、国連安保理改革、人権、国際平和貢献、国際貿易・経済担当）、アフリカの角担当政府特使を務めた。2022年11月より、経済協力開発機構（OECD）日本政府代表部の特命全権大使（フランス・パリ）。

## 経歴・人物
東京都出身。1983年一橋大学法学部卒業、外務省入省。在タイ王国日本大使館参事官，在NY国連日本代表部参事官，福田康夫官房長官秘書官，細田博之官房長官秘書官，外務省総合外交政策局安全保障政策課長、在アメリカ合衆国日本国大使館公使を経て、2010年在エチオピア日本国大使館大使兼ジブチ大使。2012年から外務省アジア大洋州局兼南部アジア部参事官を務め、尖閣諸島周辺での中国の海洋監視船による領海侵犯を受け、抗議を行うなどした。2013年外務省総合外交政策局審議官兼サイバー政策担当大使(初代)兼国連担当大使。
2014年から外務省国際文化交流審議官として、明治日本の産業革命遺産 製鉄・製鋼、造船、石炭産業の世界遺産登録のため、日本統治時代の朝鮮人徴用問題があったと主張する大韓民国との交渉にあたった。2015年からは2020年東京オリンピックに向けたスポーツ外交強化のため新設されたスポーツ担当大使を兼務。2016年駐スロバキア特命全権大使。2020年より日本政府代表　兼　特命全権大使（アフリカ開発会議担当兼国連安保理改革担当兼人権担当兼国際平和貢献担当、国際貿易・経済担当）。2022年9月、兼特命全権大使（アフリカの角地域関連担当）。2022年11月より経済協力開発機構（OECD）日本政府代表（フランス・パリ）の特命全権大使。

## 同期
- 相川一俊（23年EU大使・20年イラン大使）
- 相星孝一（21年韓国大使・18年イスラエル大使・14年ASEAN大使）
- 尾池厚之（23年ジュネーブ代表部大使・20年ユネスコ大使）
- 小笠原一郎（19年軍縮会議大使・16年マダガスカル大使）
- 奥山爾朗（22年ヨルダン大使）
- 片山和之（23年日本台湾交流協会台北事務所長・20年ペルー大使）
- 金杉憲治（23年中国大使）
- 杵渕正巳（22年ボスニアヘルツェゴビナ大使・20年東ティモール大使）
- 木村元（20年モザンビーク大使）
- 丸山則夫（22年アイルランド大使）
- 水内龍太（22年オーストリア大使・20年ザンビア大使）
- 水鳥真美（18年国連事務総長特別代表）
- 道上尚史（23年ブルガリア大使・21年ミクロネシア連邦大使）
- 南博（22年オランダ大使）
- 宮原信孝（18年笹川平和財団研究員）
- 村林弘文（21年在ヒューストン日本国総領事）
- 森健良（21年外務事務次官）
- 山﨑和之（23年国連大使）
- 山田滝雄（20年ベトナム大使・17年ユネスコ大使・10年ASEAN大使）
- 山本広行（23年ベラルーシ大使・20年トルクメニスタン大使）
- 和田充広（21年パキスタン大使）